# Botchan Ressha
Botchan Ressha (坊っちゃん列車) sind dieselbetriebene Nachbauten einer Schmalspur-Dampflokomotive, die 1888 in der Stadt Matsuyama, in der japanischen Präfektur Ehime, ursprünglich auf der Iyo Railway, der ersten Eisenbahngesellschaft in Shikoku und der dritten im ganzen Land, eingesetzt wurde. Die rekonstruierten Lokomotiven sind heute eine Touristenattraktion und fahren abwechselnd mit elektrischen Straßenbahnen auf zwei der Stadtlinien der Straßenbahn Matsuyama.

## Die ursprüngliche Eisenbahn

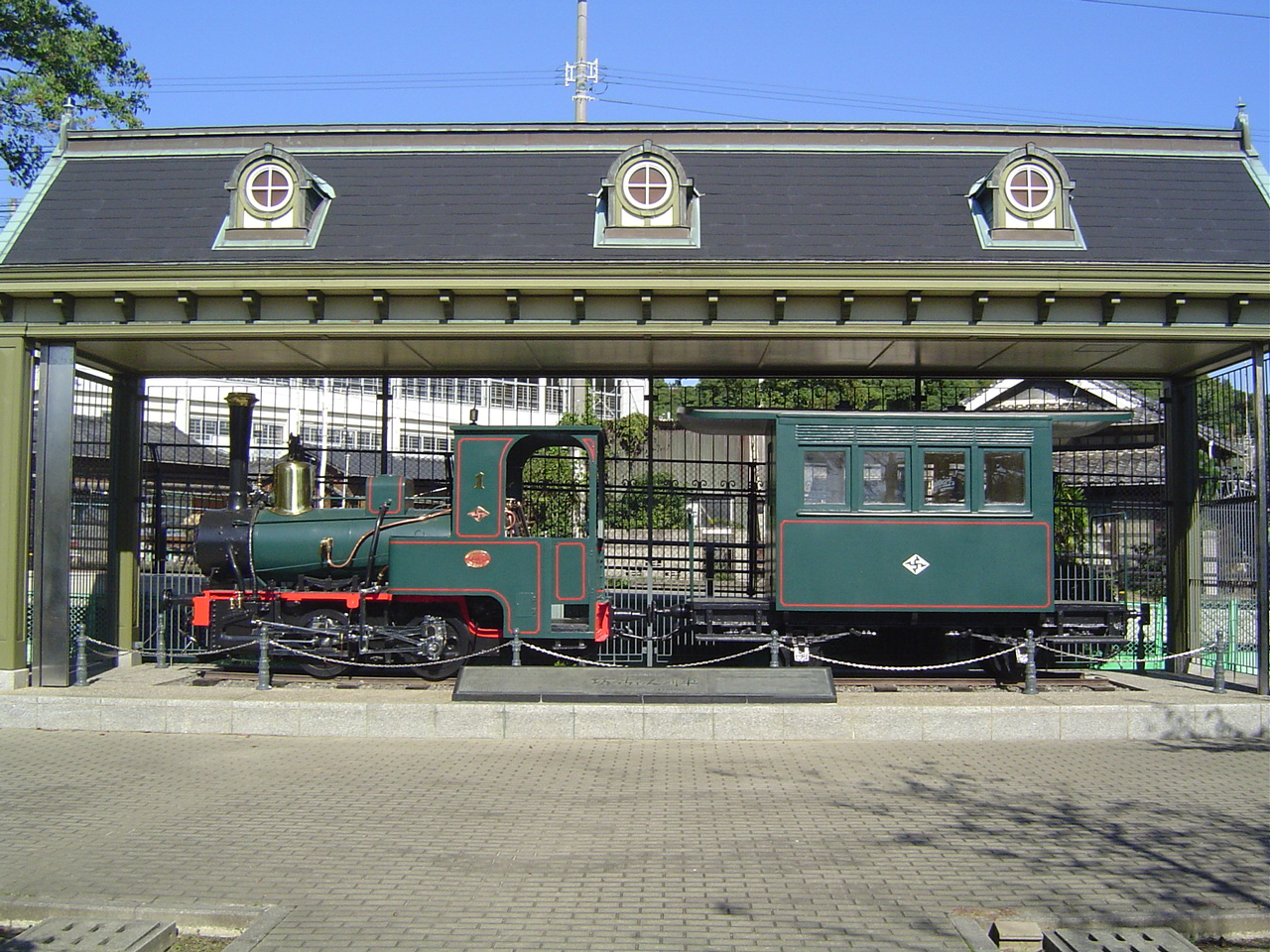
Originalzug im Baishinji-Park im Oktober 2008

Die ursprünglichen Dampflokomotiven der Bauart B n2t (0-4-0) wurden von Krauss & Co in München gebaut und 1888 nach Matsuyama importiert. Die Schmalspurlokomotiven mit einer Spurweite von 762 mm (2 Fuß 6 Zoll) verwendeten Stephenson-Ventilsteuerungen und wurden mit Kohle betrieben. Die 7,25 km (4,5 Meilen) lange Strecke führte im Stundentakt von Mitsuhama nach Togawa (heute Matsuyama City Station) und hielt am Bahnhof Komachi. Im Murray’s Handbook von 1894 schrieben Chamberlain und Mason: „Dies ist eine hübsche kleine Reise durch die bergige Ebene, in deren Mitte sich der bewaldete Hügel erhebt, der von der Burg Matsuyama gekrönt wird, die man sieht, bevor man die Zwischenstation Komachi erreicht.“
Der Zug war selbst für Schmalspurbahnverhältnisse klein, wie die Fahrgäste fast immer bemerkten. Osman Edwards, der Matsuyama 1898 besuchte, schrieb: „Dōgō ist nur eine kurze Strecke von der Meeresküste entfernt und wird in einer halben Stunde von einem Zug erreicht, den ich nur als Spielzeugeisenbahn bezeichnen kann.“

## Niedergang und Wiederinbetriebnahme
Die ursprünglichen Züge wurden ausgemustert, nachdem die Iyo Railway (Iyotetsu) 1931 elektrische Triebwagen eingeführt hatte. In den folgenden Jahrzehnten bemühte sich Iyotetsu, das Erbe der ursprünglichen Züge aufgrund ihres historischen Wertes und ihrer Verbindung zu Sōsekis berühmtem Roman zu erhalten. Zu diesen Bemühungen gehörte auch der Erhalt einer der ursprünglichen Lokomotiven, die den Namen Botchan erhielt. Wie ein Historiker 1995 feststellte, „werden die Krauss und ein Originalwagen in einer Art Eisenkäfig im Baishinji-Park der Stadt aufbewahrt. Auf dem Typenschild steht ‚Nr. 2585 München 1888‘.“
Am 12. Oktober 2001 wurde ein dieselbetriebener Nachbau mit einer Spurweite von 1067 mm (3 Fuß 6 Zoll) von Iyotetsu vorgestellt. Derzeit verkehrt der Zug zweimal pro Tag zwischen Komachi Station und Dōgo Onsen über JR Matsuyama Station und sechsmal pro Tag zwischen Matsuyama City Station und Dōgo Onsen.

## Kulturelle Bezüge
Eine Figur in Eliza Scidmores Roman As the Hague Ordains von 1907 kommentiert: „So eine Eisenbahn! Die kleinste Winzigkeit einer Eisenbahn – eine Kette von Netsukes (japanisch 根付) ist der Zug. Ich könnte die Lokomotive an meine Uhrkette hängen – eine bloße Breloque. So drollig.“
Bekannt wurde der Zug in Sōseki Natsumes Roman Botchan von 1906: „Ich fand den Bahnhof früh genug und kaufte mir eine Fahrkarte. Als ich in den Zug stieg, sah er so winzig aus wie eine Streichholzschachtel. Kaum hatte er sich in Bewegung gesetzt, war es schon Zeit, auszusteigen; die ganze Fahrt konnte nicht länger als fünf Minuten dauern. Kein Wunder, dass die Fahrkarte so billig war, dachte ich – nur drei Sen!“
Der Zug spielt auch in Ryojōhen eine Rolle, einem Teil von Taitos Eisenbahnsimulationsserie Densha de Go!.